# Helena Jiranová
Helena Jiranová (* 5. März 1995 in Prag) ist eine tschechische Leichtathletin, die in diversen Disziplinen an den Start geht.

## Sportliche Karriere
Erste internationale Erfahrungen sammelte Helena Jiranová 2011 beim Europäischen Olympischen Jugendfestival in Trabzon, bei dem sie im 400-Meter-Lauf mit 58,41 s in der ersten Runde ausschied. Bei den Junioreneuropameisterschaften 2013 im italienischen Rieti nahm sie mit der tschechischen 4-mal-400-Meter-Staffel teil und belegte dort in 3:43,36 min den achten Platz. Im Jahr darauf erreichte sie bei den Juniorenweltmeisterschaften in Eugene über 400 Meter das Halbfinale, in dem sie mit 55,06 s ausschied. Zudem wurde sie mit der Staffel im Vorlauf disqualifiziert. 2015 nahm sie an den Halleneuropameisterschaften in Prag teil und schied dort über 400 Meter mit 55,33 s in der ersten Runde aus und wurde mit der Staffel in 3:32,08 min Vierte. Bei den U23-Europameisterschaften 2017 in Bydgoszcz schied sie mit 54,20 s im Vorlauf über 400 Meter aus und wurde im 100-Meter-Hürdenlauf in 13,47 s Siebte. Zudem wurde sie mit der 4-mal-100-Meter-Staffel in der Vorrunde disqualifiziert und erreichte mit der 4-mal-400-Meter-Staffel in 3:38,13 min Rang acht.
2019 wurde sie bei den Europaspielen in Minsk in 13,55 s Zwölfte im Hürdensprint und anschließend schied sie bei der Sommer-Universiade in Neapel mit 13,83 s im Vorlauf aus. Zudem belegte sie mit der tschechischen 4-mal-100-Meter-Staffel in 45,83 s den siebten Platz. 2021 gelangte sie bei den Halleneuropameisterschaften in Toruń bis in das Halbfinale über 60 m Hürden, in dem sie mit 8,25 s ausschied und im Jahr darauf kam sie bei den Hallenweltmeisterschaften in Belgrad mit 8,25 s nicht über die Vorrunde hinaus. Im Juli schied sie bei den Weltmeisterschaften in Eugene mit 13,37 s in der ersten Runde aus und anschließend kam sie bei den Europameisterschaften in München mit 13,50 s nicht über den Vorlauf hinaus. 2024 schied sie bei den Hallenweltmeisterschaften in Glasgow mit 8,19 s in der ersten Runde über 60 m Hürden aus. Im Juni kam sie bei den Europameisterschaften in Rom mit 13,45 s ebenfalls nicht über den Vorlauf über 100 m Hürden hinaus. Im Jahr darauf schied sie bei den Halleneuropameisterschaften in Apeldoorn mit 8,06 s in der Vorrunde über 60 m Hürden aus. Kurz darauf erreichte sie bei den Hallenweltmeisterschaften in Nanjing das Halbfinale und schied dort mit 8,08 s aus.
2014 wurde Jiranová tschechische Meisterin im 400-Meter-Lauf sowie 2019 in der 4-mal-100-Meter-Staffel und 2023 und 2024 über 100 m Hürden. In der Halle sicherte sie sich 2014 den Titel über 400 Meter sowie 2019 und von 2021 bis 2025 im 60-Meter-Hürdenlauf.

## Persönliche Bestleistungen
- 400 Meter: 53,77 s, 26. Mai 2017 in Prag
  - 400 Meter (Halle): 53,94 s, 22. Februar 2015 in Prag
- 100 Meter Hürden: 13,19 s (+0,6 m/s), 3. Juni 2019 in St. Pölten
  - 60 Meter Hürden (Halle): 8,01 s, 12. Februar 2025 in Osijek